# گمینا پاوووویتسه
گمینا پاوووویتسه (به لهستانی:  Gmina Pawłowice) یک گمینا در لهستان است که در شهرستان پشچنا واقع شده‌است. گمینا پاوووویتسه ۷۵٫۷۷ کیلومتر مربع مساحت و ۱۷٬۶۶۷ نفر جمعیت دارد.